# Franz Stephan Rautenstrauch
Franz Stephan Rautenstrauch (poi nobilitato in Franz Stephan von Rautenstrauch; Blatno (Chomutov), 26 luglio 1734 – Eger, 30 settembre 1785) è stato un abate, presbitero e teologo austriaco dell'Ordine dei Benedettini.
Fu il primo a introdurre i programmi universitari di teologia pastorale, progettata come disciplina teologica autonoma e insegnata nella lingua del vernacolo.

## Biografia
In gioventù fu cantore del coro del Monastero benedettino di Emmaus a Praga. Dopo aver frequentato il ginnasio, Franz Stephan Rautenstrauch entrò nell'ordine benedettino presso il monastero di Břevnov, vicino alla capitale, che era collegato a quello di Braunau da un abate comune. 
Studiò teologia all'Università di Praga, fu ordinato sacerdote e trascorse diversi anni come docente di teologia e diritto canonico presso il monastero. In questo periodo, scrisse i Prolegomeni in jus ecclesiasticum, che suscitarono il disappunto dell'arcivescovo di Praga, Anton Peter Count Příchovský. Quest'ultimo chiese che gli scritti di Rautenstrauch fossero vietati nelle terre ereditarie degli Asburgo. Il direttore della Facoltà di Giurisprudenza di Praga, Venceslao Stefano von Kronenfels, si oppose, cosicché la regina Maria Teresa d'Austria, invece di accogliere la richiesta, conferì a Franz Stephan Rautenstrauch la medaglia d'oro per la scienza e incaricò l'arcivescovo di consegnargliela con l'annotazione "che Sua Maestà sarebbe lieta se R. facesse ogni sforzo per portare a compimento il suo lavoro"
Il 13 marzo 1773 fu eletto abate dei due monasteri di Břevnov e Broumov. La Regina rinunciò alla tassa di elezione dell'abate, pari a 12.000 fiorini e, poco dopo, lo incaricò di redigere un programma di studi teologico. Questo fu introdotto nel 1774 e rimase in vigore fino al 1857. Con questo piano di studi, la teologia pastorale, nata come teologia pratica nel 1774, fu istituita come disciplina autonoma. Nello stesso anno, il 1774, Rautenstrauch fu nominato direttore della Facoltà di Teologia di Praga e ricevette da questa un dottorato onorario. Nel 1775 divenne presidente della Facoltà di Teologia dell'Università di Vienna, consigliere di corte e presidente della Commissione di Corte per gli Affari Cultuali.
Morì durante un viaggio in Ungheria, intrapreso per conto dell'Ordine benedettino per organizzare studi teologici.

## Posizione teologica
Franz Stephan Rautenstrauch era considerato un rappresentante del sistema moderato della Chiesa di Stato dell'epoca, il febronianesimo, e un fautore del giuseppinismo.

## Attività
Grazie alla reputazione del loro abate presso la corte imperiale, i monasteri da lui guidati non furono colpiti dalla secolarizzazione in Austria, come ipotizza Johann Friedrich von Schulte.
Le sue proposte sull'età minima richiesta per l'ingresso negli ordini religiosi furono accolte nel diritto canonico da papa Pio IX, sia in Austria che in altre regioni.
Nessuno dei suoi scritti fu messo all'indice.

## La teologia pastorale
Dal 1774 la teologia pastorale iniziò ad essere insegnata come corso pratica con l'arte della polemica. Dal 1777 fu erogata all'Università di Vienna come disciplina autonoma in lingua vernacolare e non più in latino.
L'obbiettivo era quello di formare perfetti pastori, degni servitori del Vangelo. Questi ultimi avevano il compito di formare buoni cittadini che fossero anche buoni cristiani, insegnare la morale evangelica, amministrare e dispensare i sacramenti con indicazioni liturgiche e operative. 
Il programma di studi prevedeva basi di teologia speculativa e una riflessione pratica sul contesto reale. Le materie di studio erano:
- Bibbia e patristica;
- storia della Chiesa e della dogmatica;
- liturgia, rubricistica e diritto;
- polemica e retorica (per confutare eretici e ribelli);
- morale e ascetica;
- catechetica e omiletica;
- scienze storiche e positive (pedagogia e metodologia).

## Scritti
- Prolegomena in jus ecclesiasticum. Prag 1769, Neuausgabe 1774.
- Institutiones juris ecclesiastici cum publici tum privati usibus Germaniae accommodatae. Prag 1769, 1774, 1772 (erweitert).
- Synopsis juris ecclesiastici, publici et privati, quod per terras hereditarias augustissimae Imperatricis Mariae Theresiae obtinet. Wien 1776 (ristampato più volte)[3][2]
- De jure principiis praefigendi maturiorem professioni monasticae solemni aetatem diatribe. Prag 1773, 1775.
- Anleitung und Grundriß der systematischen dogmatischen Theologie. 4. Auflage 1774.
- Institutionum hermeneuticarum veteris testamenti sciographia. 4. Auflage 1775.
- Sciographia institutionum hermeneuticarum veteris et novi testamenti. Prag 1776.
- Patrologiae et historiae literariae theologiae conspectus. Prag 1776.
- Institutum theologiae. Wien 1778.
- Theologiae dogmaticae tradendae methodus et ordo. 1778.
- Theologiae pastoralis et polemicae delineatio tabellis proposita. 1778.
- Tabellarischer Grundriß der in deutscher Sprache vorzutragenden Pastoraltheologie. Wien 1777.
- Entwurf zur Einrichtung der theologischen Schulen in den k. k. Erblanden. Wien 1782.
- Entwurf zur Einrichtung der Generalseminarien in den k. k. Erblanden. Wien 1784.